# Liber ad milites templi de laude novae militiae
Der Liber ad milites templi de laude novae militiae (dt. Lobrede auf die neue Ritterschaft) ist eine von Bernhard von Clairvaux an die „geistlichen Soldaten“ des Templerordens gerichtete Schrift. Er lobt den neuen Ritterorden als Verkörperung des geistlichen Ritterideals. Ein großer Teil der Schrift ist den Stätten des Heiligen Landes gewidmet, die Bernhard (der nie in Jerusalem war) geistlich deutet.

## Hintergrund
Der Templerorden wurde 1118 im Königreich Jerusalem gegründet. Der Zisterzienserabt von Clairvaux hatte als Autor bei der Erstellung ihrer Ordensregel federführend mitgewirkt.
Bernhard beginnt die Schrift, indem er sich direkt an Hugo von Payns, den Gründer der Templer, wendet. Hugo habe ihn dreimal darum gebeten, eine ermutigende Schrift (exhortatio) an seine Ritter zu richten.

## Inhalt
Der Liber de laude besteht aus zwei Teilen:
- Der erste Teil widmet sich den Templern. Bernhard vergleicht sie mit den weltlichen Rittern seiner Zeit und lobt die geistlichen Ritter, weil sie nach seiner Einschätzung einer höheren Berufung folgen und sich heiligen wollen.
- Der zweite Teil ist einer Schilderung der Heiligtümer der Kreuzfahrerstaaten gewidmet. Bernhard schildert die Templer als Hüter dieser heiligen Stätte, deren Besuch von vielen christlichen Pilgern begehrt wurde.

## Rezeption
Die Schrift spielte eine zentrale Rolle in der hochmittelalterlichen Entwicklung der Ritterethik. „Die Idee des miles christianus wurde im frühen 12. Jahrhundert dann vor allem von Bernhard von Clairvaux vertreten, der mit seiner Schrift »De laude novae militiae« das Konzept des christlichen Rittertums propagierte und die nova militia den weltlichen Zielen des Adels gegenüberstellte.“